# Mirador (Paraná)
Mirador ist ein brasilianisches Munizip im Bundesstaat Paraná. Es hat 2238 Einwohner (2022), die sich Miradorenser nennen. Seine Fläche beträgt 222 km². Es liegt 307 Meter über dem Meeresspiegel.

## Etymologie
Der Name Mirador, zu deutsch Aussichtspunkt, wurde dem Ort gegeben, weil er auf einer Anhöhe rund 60 Meter über dem Ivaí liegt und man vom Kernort aus einen guten Rundumblick hat.

## Geschichte
Die ersten Bewohner des heutigen Gemeindegebiets von Mirador kamen um 1951 wegen der Fruchtbarkeit der Böden, die sich gut für den Kaffeeanbau eignen. Drei Jahre später gab es schon zwei Einkaufsläden.
Mirador wurde durch das Staatsgesetz Nr. 4338 vom 25. Januar 1961 in den Rang eines Munizips erhoben und am 13. November 1961 als Munizip installiert.

## Geografie

### Fläche und Lage
Mirador liegt auf dem Terceiro Planalto Paranaense (der Dritten oder Guarapuava-Hochebene von Paraná) auf 23° 15′ 28″ südlicher Breite und 52° 46′ 33″ westlicher Länge. Es hat eine Fläche von 222 km². Es liegt auf einer Höhe von 307 Metern, rund 60 Meter höher als der Ivaí bei der Fähre nach Guaporema.

### Vegetation
Das Biom von Mirador ist Mata Atlântica.

### Klima
In Mirador herrscht tropisches Klima. Die meiste Zeit im Jahr ist mit erheblichem Niederschlag zu rechnen. Selbst im trockensten Monat fällt eine Menge Regen. Die Klimaklassifikation nach Köppen und Geiger lautet Af. Es herrscht im Jahresdurchschnitt eine Temperatur von 23,1 °C. Innerhalb eines Jahres gibt es 1501 mm Niederschlag.

### Gewässer
Der Ivaí bildet die südliche Grenze des Munizips. Ihm fließen der Ribeirão Paranavaí und der Ribeirão da Paixão zu.

### Straßen
Mirador ist über die PR-559 mit Amaporã im Nordwesten und São Carlos do Ivaí im Osten verbunden. Über eine Ortsverbindungsstraße kommt man im Süden zur Ivaí-Fähre und weiter nach Guaporema.

### Nachbarmunizipien
| Amaporã | Paranavaí                                   | Nova Aliança do Ivaí |
|         | Kompassrose, die auf Nachbargemeinden zeigt | Paraíso do Norte     |
|         | Guaporema                                   |                      |

## Stadtverwaltung
Bürgermeister: Fabiano Marcos da Silva Travain, PSD (2021–2024)
Vizebürgermeister: Ivan Beraldo, PSD (2021–2024)

## Demografie

### Bevölkerungsentwicklung
| Jahr | Einwohner | Stadt | Land |
| ---- | --------- | ----- | ---- |
| 1970 | 3.130     | 34 %  | 66 % |
| 1980 | 2.037     | 42 %  | 58 % |
| 1991 | 2.337     | 61 %  | 39 % |
| 2000 | 2.500     | 63 %  | 37 % |
| 2010 | 2.327     | 68 %  | 32 % |
| 2022 | 2.238     |       |      |

Quelle: IBGE (2011) und Volkszählung 2022

### Ethnische Zusammensetzung
| Gruppe *    | 1991    | 2000    | 2010    | wer sich als ...                                                                 |
| ----------- | ------- | ------- | ------- | -------------------------------------------------------------------------------- |
| Weiße       | 50,4 %  | 51,8 %  | 47,5 %  | weiß bezeichnet                                                                  |
| Schwarze    | 1,1 %   | 5,4 %   | 3,7 %   | schwarz bezeichnet                                                               |
| Gelbe       | 0,0 %   | 0,0 %   | 0,2 %   | von fernöstlicher Herkunft wie japanisch, chinesisch, koreanisch etc. bezeichnet |
| Braune      | 48,4 %  | 42,0 %  | 48,5 %  | braun oder als Mischung aus mehreren Gruppen bezeichnet                          |
| Indigene    | 0,0 %   | 0,0 %   | 0,0 %   | Ureinwohner oder Indio bezeichnet                                                |
| ohne Angabe | 0,1 %   | 0,7 %   | 0,0 %   |                                                                                  |
| Gesamt      | 100,0 % | 100,0 % | 100,0 % |                                                                                  |

*) Das IBGE verwendet für Volkszählungen ausschließlich diese fünf Gruppen. Es verzichtet bewusst auf Erläuterungen. Die Zugehörigkeit wird vom Einwohner selbst festgelegt.
Quelle: IBGE (Stand: 1991, 2000 und 2010)